# Aubigné-Racan
 Aubigné-Racan  es una comuna y población de Francia, en la región de País del Loira, departamento de Sarthe, en el distrito de La Flèche y cantón de Mayet. Está integrada en la Communauté de communes Aune et Loir .

## Demografía
| 1866 | 1858 | 1942 | 1923 | 2103 | 2100 |
| Para los censos de 1962 a 1999 la población legal corresponde a la población sin duplicidades (Fuente: INSEE [Consultar]) |      |      |      |      |      |